# Stefan Cendrowski

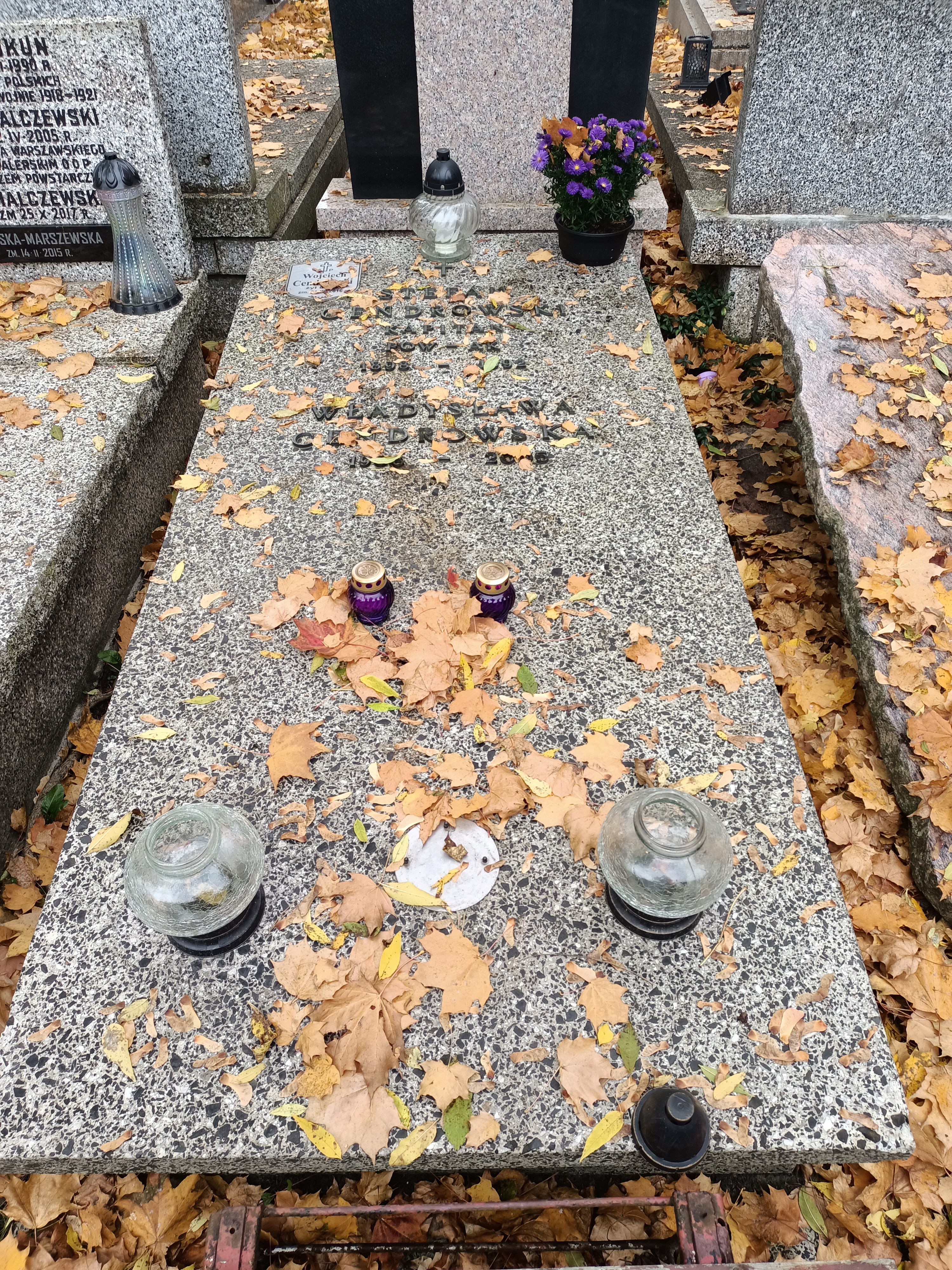
Grób Stefana Cendrowskiego na Cmentarzu Wojskowym na Powązkach

Stefan Cendrowski krypt. Prom (ur. 19 sierpnia 1898 w Szydłowcu, zm. 21 sierpnia 1992 w Warszawie) – nauczyciel, działacz oświatowy, niepodległościowy i socjalistyczno-demokratyczny, polityk: starosta ostródzki w 1945, poseł do Krajowej Rady Narodowej w 1946–1947 i na Sejm Ustawodawczy w 1947–1948; w 1946–1947 wiceprzewodniczący, następnie w 1947–1948 przewodniczący Mazurskiej Wojewódzkiej Rady Narodowej.

## Życiorys
Urodził się w Szydłowcu, w rodzinie Antoniego (1871–1932) i Bronisławy z Krzemińskich. Ojciec, z zawodu ślusarz, związany był z miejscową komórką Polskiej Partii Socjalistycznej, był uczestnikiem rewolucji polskiej 1905.
W 1916 Stefan Cendrowski przystąpił do Organizacji Bojowej PPS w Radomiu, za co był więziony w czasie okupacji austriackiej. W listopadzie 1918 jako członek OB PPS wziął udział w rozbrajaniu Austriaków na ziemi radomskiej. Zaciągnął się do Wojska Polskiego. Szkołę średnią ukończył już w wolnej Polsce. Podczas studiów był nauczycielem w szkole podstawowej na Targówku, później został urzędnikiem samorządowym (odbywał praktyki na terenie powiatu grójeckiego). W 1935 ukończył Wydział Samorządowy Szkoły Nauk Politycznych w Warszawie. Działał w Towarzystwie Oświaty Dorosłych.
Podczas II wojny światowej związany z PPS-Lewicą działał w konspiracji (m.in. w Polskim Komitecie Opiekuńczym, Komendzie Obrony Polski i Armii Krajowej). Walczył w Powstaniu Warszawskim. Jeszcze w czasie okupacji nawiązał współpracę ze Związkiem Mazurów. W kwietniu 1945 znalazł się w Olsztynie, gdzie został mianowany wicenaczelnikiem Wojewódzkiego Wydziału Samorządowego. Na tym stanowisku organizował osadnictwo Polaków w Królewcu, wobec spodziewanego przyłączenia Prus Wschodnich. W czerwcu 1945 wybrano go przewodniczącym Wojewódzkiego Komitetu PPS (do 1948). Na wiosnę 1945 przez krótki okres pełnił funkcję starosty ostródzkiego. 1 stycznia 1946 objął obowiązki wiceprzewodniczącego Mazurskiej Rady Narodowej z ramienia PPS, a 6 czerwca 1947 zastąpił Lucjusza Durę w roli przewodniczącego Rady. Był posłem do Krajowej Rady Narodowej (1946–1947) oraz Sejmu Ustawodawczego RP (1947–1952) wybrany w okręgu Olsztyn. Zasiadł w Komisji Wyznaniowej i Narodowościowej. 3 października 1948 został wykluczony z partii, a jego mandat poselski został wygaszony. Na stanowisku przewodniczącego WRN pozostał do końca roku.
Następnie zamieszkał w Warszawie, pracował m.in. w Centralnym Związku Spółdzielczości. Pochowany na Cmentarzu Wojskowym na Powązkach (kwatera A5-5-34).

## Odznaczenia
- Krzyż Armii Krajowej (15 sierpnia 1992)
- Medal Zwycięstwa i Wolności 1945 (26 października 1946),
- Medal Pamiątkowy 40. rocznicy powstania Krajowej Rady Narodowej (grudzień 1983)[8]